# Лашко (община)
Община Лашко (словен. Občina Laško) — одна з общин Словенії. Адміністративним центром є місто Лашко.

## Населення
У 2011 році в общині проживало 13526 осіб, 6640 чоловіків і 6886 жінок. Чисельність економічно активного населення (за місцем проживання), 5427 осіб. Середня щомісячна чиста заробітна плата одного працівника (EUR), 928,53 (в середньому по Словенії 987.39). Приблизно кожен другий житель у громаді має автомобіль (52 автомобілі на 100 жителів). Середній вік жителів склав 42,6 роки (в середньому по Словенії 41.8). 